# Stanley (Derbyshire)
Stanley – wieś w Anglii, w hrabstwie Derbyshire, w dystrykcie Erewash. Leży 8 km na północny wschód od miasta Derby i 183 km na północny zachód od Londynu.